# گیدو رودریگز
گیدو رودریگز (اسپانیایی: Guido Rodríguez‎؛ زادهٔ ۱۲ آوریل ۱۹۹۴) بازیکن فوتبال اهل آرژانتین است که در حال حاضر در رئال بتیس بازی میکند و برای فصل بعد به بارسا می اید

## باشگاهی
از باشگاه‌هایی که در آن بازی کرده‌است می‌توان به باشگاه ریور پلاته اشاره کرد.

## تیم ملی
وی همچنین در آرژانتین بازی کرده‌است.